# Арабова, Ралина
Рали́на Ара́бова (род. 4 июля 2000, Казань) — российская модель, участница международного конкурса красоты «Мисс Вселенная 2021».

## Биография
Ралина Арабова родилась 4 июля 2000 года в Казани в семье азербайджанца и татарки. Помимо Ралины в семье есть два младших брата. Своё имя, как она сообщала, получила в честь древнеегипетского бога Ра. 
В детстве Ралина участвовала на конкурсах красоты, посещала музыкальную школу, где играла на флейте и также увлекалась живописью. По окончании школы Ралина поступила в Казанский государственный энергетический университет, где стала обучаться на специалиста по связям с общественностью. Во время учёбы в университете она выиграла университетский конкурс красоты. 
В 2018 году она участвовала на региональном конкурсе «Мисс Татарстан», но не смогла его выиграть. В 2019 году Ралина во второй раз участвовала на «Мисс Татарстан» и выиграла его. Победа в этом конкурсе позволила ей участвовать в национальном конкурсе красоты «Мисс Россия 2019». 13 апреля 2019 года Арабова пробилась в финал конкурса и получила титул «2-я Вице-мисс» и традиционный грант на учёбу в любом университете. Она поступила в Финансовый университет при Правительстве Российской Федерации, который находится в Москве, но при этом в Казани она перевелась на заочное обучение.
В ноябре 2021 года было объявлено, что Ралина будет представлять Россию на международном конкурсе красоты «Мисс Вселенная 2021». Её участие было связано с тем, что из-за пандемии COVID-19 конкурс «Мисс Россия» не проводился в 2020 и 2021 годах. Другой причиной было, что Алина Санько как «Мисс Россия 2019» участвовала на предыдущем конкурсе. На конкурсе Ралина выступала в национальном костюме в образе царицы Сююмбике, но не смогла пробиться в топ-16.